# Nelson López
Nelson López (24 de juny de 1941) és un exfutbolista argentí.

## Selecció de l'Argentina
Va formar part de l'equip argentí a la Copa del Món de 1966.